# محمد الدميري
محمد عبد السميع محمد الدميري (مواليد 30 أغسطس 1987) هو لاعب كرة قدم أردني يلعب حاليا لصالح نادي الوحدات في مركز قلب الدفاع كما يمكنه اللعب في مركز ظهير أيسر. يلعب مع المنتخب الأردني لكرة القدم وهو من اللاعبين الذين شاركوا في كأس العالم للشباب تحت 20 سنة 2007 في كندا. كما شارك مع المنتخب الأردني الأول في بطولة اتحاد غرب آسيا 2014 والتي أحرز فيها المنتخب المركز الثاني بعد أن خسر النهائي أمام نظيره القطري بنتيحة 0-2.

## وصلات خارجية
- محمد الدميري على موقع ناشيونال فوتبول تيمز (الإنجليزية)
- محمد الدميري على موقع كووورة

- محمد الدميري. موقع كورة.